# François Englert
François Englert (* 6. listopadu 1932 Brusel) je belgický fyzik, nositel Nobelovy ceny za fyziku.

## Život
Narodil se do belgické židovské rodiny. Během německé okupace Belgie během druhé světové války žil v různých dětských domovech ve městech Dinant, Lustin, Stoumont a Annevoie-Rouillon.
V roce 1955 vystudoval jako inženýr elektrotechniky belgickou Université Libre de Bruxelles (ULB), na které v roce 1959 obhájil titul Ph.D. V letech 1959–1961 působil na americké Cornell University.
Od roku 1961 začal sám působit na ULB, od roku 1964 jako profesor a v letech 1980–1998 jako ředitel tamějšího pracoviště teoretické fyziky, společně s Robertem Broutem. Od roku 1998 je emeritním profesorem této univerzity.
V roce 2013 byl za objev Higgsova mechanismu společně s Petrem Higgsem oceněn Nobelovou cenou za fyziku.

## Ocenění
- 1978: první cena na International Gravity Contest
- 1982: Francquiho cena
- 1997: High Energy and Particle Physics Prize, udělována Evropskou fyzikální společností
- 2004: Wolfova cena za fyziku
- 2010: Sakuraiova cena, udělována Americkou fyzikální společností
- 2013: Nobelova cena za fyziku